# Armoriale dei comuni della provincia di Biella

Stemma della Provincia di Biella

Questa pagina contiene le armi (stemmi e blasonature) dei comuni della Provincia di Biella.
| Stemma                        | Comune e blasonatura | Gonfalone                        |
| ----------------------------- | --- | -------------------------------- |
|                               | Ailoche D'argento, alla croce di rosso. |                                  |
|                               | Andorno Micca D'argento, all'albero di verde uscente dalla punta e sostenuto da due orsi al naturale affrontati controrampanti, ornamenti esteriori del Comune. Gonfalone: Drappo partito di rosso e di bianco riccamente ornato di ricami d'argento e caricato dello stemma sopra descritto con la iscrizione centrata in argento: Comune di Andorno Micca. Concessione stemma e gonfalone con D.P.R. del 30 giugno 1963 |                                  |
|                               | Benna D'azzurro, alla capanna aperta (benna) d'oro, formata da un tetto a due falde e da quattro sostegni verticali, fondata sulla campagna di verde, sostenente una colomba d'argento, posta in profilo; il tutto accompagnato in capo da tre stelle di sei raggi, poste una, due: d'oro. (Campo di cielo, alla baita (capanna) al naturale, fondata su campagna erbosa di verde ed accompagnata in capo da tre stelle male ordinate, d'oro, 1, 2, stemma riconosciuto con D.C.G dell'8 agosto 1931.) Gonfalone: Drappo partito d'azzurro e di giallo, riccamente ornato di ricami d'argento e caricato dello stemma. |                                  |
|                               | Biella D'oro, all'olmo al naturale nodrito sul terrazzo erboso di verde, all'orso al naturale passante ai piedi dell'olmo", il tutto sormontato da corona comitale gemmata per diritto concesso con ducali lettere patenti del 26 aprile 1660'.' D.C.G. del 7 agosto 1931 Gonfalone: Drappo di colore rosso riccamente ornato di ricami d'oro e caricato dello stemma del Comune, con l'iscrizione centrata "Città di Biella". R.D. del 12 marzo 1931, RR.LL.PP. del 4 febbraio 1932 |                                  |
|                               | Bioglio D'argento, ad un albero di biola al naturale (verde), sradicato (radici nere). Ornamenti esteriori da comune. Gonfalone: Drappo verde riccamente ornato di ricami d'argento e caricato dello stemma sopra descritto con la iscrizione centrata in argento: Comune di Bioglio. Concessione di stemma e gonfalone con D.P.R. del 13 ottobre 1977 |                                  |
|                               | Borriana Troncato: nel primo d'argento al castello di rosso, murato di nero, aperto e finestrato del campo, fondato sulla partizione, merlato alla guelfa, sormontato da un pastorale di rosso, in palo; nel secondo d'azzurro, al gallo addestrato e beccante la prima di sei spighe di grano, il tutto d'oro, l'uno fermo su di una terrazza di verde, le altre nodrite nella medesima. Ornamenti esteriori da Comune. Gonfalone: Drappo troncato di azzurro e di bianco. DPR del 18 aprile 1973 |                                  |
|                               | Brusnengo Partito: nel primo d'oro, al grappolo d'uva di nero e fogliato al naturale; nel secondo d'azzurro, a tre spighe d'orzo d'oro e poste a ventaglio; sulla partizione, un monte all'italiana di tre colli dell'uno all'altro e poggiante su una pianura cucita, di verde. Gonfalone: Drappo partito d'azzurro e di giallo, riccamente ornato con ricami d'argento e caricato dello stemma sopra descritto con l'iscrizione centrata in argento COMUNE di BRUSNENGO. DPR del 7 agosto 1992 |                                  |
|                               | Callabiana Di rosso, ai tre corni da caccia d'oro, legati d'azzurro, bene ordinati; al capo di rosso, caricato dalla croce d'argento, sostenuto dal filetto d'azzurro. Gonfalone: Drappo di azzurro, riccamente ornato di ricami d'argento recante la denominazione del Comune. Concessione di stemma e gonfalone con D.P.R. del 15 aprile 1996 |                                  |
|                               | Camandona D'oro, all'albero di faggio di verde sradicato; col capo azzurro alla mucca passante al naturale. Gonfalone: drappo partito di rosso e di azzurro… |                                  |
|                               | Camburzano D’oro a tre tende militari romane male ordinate (1-2) d’azzurro aperte di rosso. D.P.R. 21 aprile 1999 |                                  |
|                               | Campiglia Cervo Trinciato d'oro e di azzurro, a due orsi ritti, affrontati, di nero, sostenuti dalla pianura di verde, attraversanti, sostenenti con le zampe anteriori il faggio, di verde, fustato al naturale, nodrito nella pianura, attraversante, il tutto accompagnato in capo da tre stelle di cinque raggi, di azzurro, ordinate in fascia sull'oro. Ornamenti esteriori da Comune. Gonfalone: drappo partito di giallo e di verde… D.P.R. dell'8 marzo 2017 |                                  |
|                               | Candelo Partito di rosso e d'argento, a quattro candele accese, poste in palo, moventi dalla punta, dell'uno nell'altro, le esterne più corte. D.C.G. dell'8 agosto 1931 Gonfalone: R.D. del 13 gennaio 1931, RR.LL.PP. del 14 gennaio 1932 |                                  |
|                               | Caprile |                                  |
|                               | Casapinta Partito d'argento e di rosso, caricato di una casa dell'uno all'altro, aperta e finestrata di due di nero, al capo d'azzurro caricato di una stella d'argento (8) raggiata dello stesso. Ornamenti esteriori di Comune. Gonfalone: drappo di bianco bordato di azzurro… D.P.R. del 3 maggio 2010 |                                  |
|                               | Castelletto Cervo Inquartato: nel primo, di rosso, alla croce d'argento; nel secondo e nel terzo, di azzurro, ai nove rombi d'oro, accollati e appuntati, tre, tre, tre; nel quarto, di rosso, alle due chiavi d'argento, decussate, con gli ingegni all'insù e rivolti verso il centro, accollate alla spada dello stesso, posta in palo e con la punta all'insù. Gonfalone: Drappo di bianco con la bordatura di azzurro, riccamente ornato di ricami d'argento e caricato dallo stemma comunale con l'iscrizione centrata in argento, recante la denominazione del Comune. Le parti di metallo ed i cordoni, argentati. L'asta verticale, ricoperta di velluto dei colori del drappo, alternati, con bullette argentate poste a spirale. Nella freccia, rappresentato lo stemma e sul gambo, inciso il nome.                                            |                                  |
|                               | Cavaglià Di verde, al cavallo d'argento, rivoltato, inalberato sopra un monte dello stesso, movente dalla punta. Sotto lo scudo, su una lista svolazzante, pure di verde, con le estremità bifide, il motto in caratteri d'oro: NON METU SED VI. D.P.R. del 10 settembre 1969 Gonfalone: Drappo troncato di verde e di bianco. |                                  |
|                               | Cerreto Castello D'argento alla torre di rosso, merlata alla guelfa, aperta e finestrata di nero, fondata su terreno erboso. Ornamenti esteriori da Comune. R.D. del 26 maggio 1942 Gonfalone: Drappo partito di bianco e di rosso… |                                  |
|                               | Cerrione D'argento a due spade poste in croce di Sant'Andrea, sopracaricate da un leone di rosso, coronato d'oro. Ornamenti esteriori da comune. D.P.R. del 30 giugno 1951 Gonfalone: Drappo di azzurro… |                                  |
|                               | Coggiola Partito; nel 1º d'argento al leone di nero; nel 2º di rosso alle cinque api d'oro ordinate in fascia (2-2-1). Ornamenti esteriori da Comune. D.P.R. dell'11 ottobre 1972 Gonfalone: drappo partito, di rosso e di bianco, riccamente ornato di ricami d'argento e caricato dello stemma con l'iscrizione centrata in argento "Comune di Coggiola“. Le parti di metallo e i cordoni saranno argentati. L'asta verticale sarà ricoperta di velluto dei colori del drappo, alternati, con bullette argentate poste a spirale. Nella freccia sarà rappresentato lo stemma del Comune e sul gambo inciso il nome. Cravatta e nastri tricolorati dai colori nazionali frangiati d'argento. |                                  |
|                               | Cossato Troncato: nel 1º d'oro, a tre burelle di rosso; nel 2º di verde, al palo di rosso, caricato di un fuso d'argento, il palo accostato a destra da due pannocchie fogliate di granturco decussate, d'oro, ed a sinistra da un grappolo d'uva, gambuto e fogliato, al naturale. R.D. del 9 maggio 1929, RR.LL.PP. del 18 novembre 1929 Gonfalone: drappo partito di bianco e di rosso… |                                  |
|                               | Crevacuore |                                  |
|                               | Curino Troncato : nel PRIMO, di argento, alla croce di rosso; nel SECONDO, di argento ai due cuori di rosso, il cuore posto a destra in parte sovrapposto al cuore posto a sinistra, essi cuori in fascia. Ornamenti esteriori da Comune. D.P.R. del 21 aprile 1999 |                                  |
|                               | Donato Scaccato d'argento e di azzurro, lo scudo caricato in cuore di una rosa araldica di rosso. D.C.G dell'8 agosto 1931 Gonfalone: drappo di giallo… |                                  |
|                               | Dorzano Troncato: nel primo, d’oro, all’aquila incoronata, di nero; nel secondo, d’azzurro, ai due cuori d’oro, ordinati in fascia, il cuore a destra posto in banda, il cuore a sinistra posto in sbarra. Ornamenti esteriori da Comune. D.P.R. del 31 ottobre 1988 |                                  |
|                               | Gaglianico Inquartato: nel primo e nel quarto, partito e innestato in punta: nel primo, di porpora, al cavallo spaventato, rivoltato, di argento, nel secondo, fasciato di dieci pezzi, di nero e d’oro, alla corona di ruta, posta in banda centrata, di verde, fruttata di rosso, nel terzo, di argento, al puntale di spada, di rosso; nel secondo e nel terzo, di argento, al leone di azzurro; sul tutto, di rosso, alla croce di argento, ornamenti esteriori da Comune. D.P.R. 25 marzo 1993 |                                  |
|                               | Gifflenga Semitroncato partito: nel PRIMO d'azzurro, a tre rombi d'oro posti in fascia, col capo d'oro alla fascia di rosso; nel SECONDO, d'argento, calzato di rosso, alla spada (daga romana) di nero posta in palo e con l'impugnatura in punta; nel TERZO, d'argento a tre piante di riso naturale, accompagnate in punta dalla gemella ondata, posta in fascia, d'azzurro. Gonfalone: Drappo partito di bianco e rosso, riccamente ornato di ricami d'argento e caricato dello stemma sopra descritto con l'iscrizione centrata in argento recante la denominazione del Comune. |                                  |
|                               | Graglia D.P.R. n. 3659 del 30 luglio 1984 |                                  |
| Stemma precedentemente in uso | Lessona Inquartato: nel PRIMO, d'argento, a cinque ferite sanguinose di rosso, poste due, una, due, ogni ferita unita a tre gocce di sangue alternate a due gocce di sangue più grandi; nel SECONDO, di verde, alla croce d'argento, caricata dalla rosa di rosso, bottonata d'argento; nel TERZO, di rosso, al leone rivoltato d'argento, coronato dello stesso; nel QUARTO, d'argento, a cinque grappoli d'uva di rosso, pampinosi di verde, posti due, uno, due, ogni grappolo formato da cinque acini, ordinati tre, due, uno. Ornamenti esteriori da Comune. Gonfalone: drappo di bianco D.P.R. dell'8 marzo 2017 Stemma precedentemente in uso: D’argento, a cinque ferite da cui stillano gocce di sangue di rosso. D.P.C.M. del 14 settembre 1955 Gonfalone precedentemente in uso: Drappo troncato di rosso e di bianco… D.P.R. del 16 marzo 1956 | Gonfalone precedentemente in uso |
|                               | Magnano Gonfalone: drappo di giallo… |                                  |
|                               | Massazza D.P.R. del 31 ottobre 1988 Gonfalone: drappo di azzurro… |                                  |
|                               | Masserano |                                  |
|                               | Mezzana Mortigliengo Partito: il PRIMO, di rosso, al leone d’oro, coronato dello stesso; il SECONDO, d’oro, al monte all’italiana di tre colli, di verde, fondato in punta, sostenente il falcone di nero, con la testa rivoltata, con la zampa destra alzata, esso falcone accompagnato in capo dallo scaglione di azzurro, caricato da cinque stelle di sei raggi, d'oro. Ornamenti esteriori da Comune. Gonfalone: Drappo partito di verde e di rosso, riccamente ornato di ricami d’argento e caricato dallo stemma sopra descritto con la iscrizione centrata in argento, recante la denominazione del Comune. Concessione di stemma e gonfalone con D.P.R. del 9 gennaio 2004 |                                  |
|                               | Miagliano Di azzurro, alle tre piante di miglio, d’oro, fruttate dello stesso, nodrite una accanto all’altra nella pianura di verde, esse piante attraversanti la fascia diminuita, di porpora. Ornamenti esteriori da Comune. Gonfalone: Drappo di porpora… D.P.R. del 12 settembre 2005 Bandiera: Drappo inquartato: il PRIMO, di rosso, alla croce di bianco; il SECONDO e il TERZO, di azzurro; il QUARTO, di giallo. L’asta sarà ornata dalla cravatta con nastri tricolorati dai colori nazionali. D.P.R. del 5 aprile 2006 |                                  |
|                               | Mongrando Gonfalone: drappo di bianco bordato di rosso… |                                  |
|                               | Mottalciata D'azzurro caricato in capo da una stella d'argento (8) con petali di giglio pure d'argento posti fra i raggi. Sotto la stella un lambello d'oro con cinque pendenti seguito da tre fasce d'argento. Ornamenti esteriori da Comune. D.P.R. del 16 febbraio 1982 Gonfalone: drappo partito di bianco e di azzurro… |                                  |
|                               | Muzzano |                                  |
|                               | Netro D.P.R. 4 maggio 1998 (precedente riconoscimento con D.C.G del 12 luglio 1935) Gonfalone: drappo di giallo… |                                  |
|                               | Occhieppo Inferiore |                                  |
|                               | Occhieppo Superiore D'oro, alla cortina di muro, di rosso, mattonata di nero, uscente dai fianchi, fondata sulla pianura di verde, chiusa di nero, la porta munita di due bandelle orizzontali e di serratura, d'argento, essa cortina finestrata di due finestrelle rettangolari, di nero, poste in fascia, con la ferrata d'argento, due ferri orizzontali, due verticali, il tutto sormontato dall'occhio umano, con le palpebre e le parti esterne di carnagione, il globo d'argento, l'iride di azzurro, la pupilla di nero, il sopracciglio dello stesso. Ornamenti esteriori di Comune. D.P.R. del 16 luglio 1996 Gonfalone: drappo di azzurro… |                                  |
|                               | Pettinengo D'oro, al castagno al naturale, nodrito sul colle di verde, fondato in punta; al capo diminuito, partito, nel primo interzato in fascia, di rosso, di argento e di rosso; nel secondo interzato in fascia, di argento, di rosso e di argento. Ornamenti esteriori da Comune. Gonfalone: Drappo di verde. |                                  |
|                               | Piatto D'azzurro, alla cornucopia d'argento posta in banda traboccante di frutta al naturale ed accostata in capo da tre api d'oro dal volo spiegato ordinate in fascia. D.P.R. del 12 aprile 1965 Gonfalone: Drappo partito di giallo e di azzurro, riccamente ornato di ricami d'argento e caricato dello stemma sopra descritto con la iscrizione centrata in argento: Comune di Piatto. Le parti di metallo ed i contorni saranno argentati. L'asta verticale sarà ricoperta di velluto dei colori del drappo, alternati, con bullette argentate poste a spirale. Nella freccia sarà rappresentato lo stemma del Comune e sul gambo inciso il nome. Cravatta e nastri tricolorati frangiati d'argento. |                                  |
|                               | Piedicavallo Partito di argento e di rosso, alla banda diminuita, d'azzurro, attraversante, accompagnata da due stelle di otto raggi, la stella di azzurro nel PRIMO in punta, la stella di argento nel SECONDO in capo. Ornamenti esteriori da Comune. Gonfalone: Drappo partito di azzurro e di bianco. |                                  |
|                               | Pollone D'argento ad un genietto alato al braccio sinistro ed impugnante un peso pendente tenuto dalla mano destra, spiccante il volo da un monte posto nel fianco destro dello scudo ed in quello sinistro un ramo; il tutto al naturale. Motto: Paupertas Summis Obstat Ingeniis. Lo stemma risale al 1623. |                                  |
|                               | Ponderano D'azzurro, al castello d'oro, merlato alla ghibellina, finestrato dello stesso, mattonato di nero e torricellato a sinistra di una torre d'oro, con il braccio vestito d'argento movente dal lato destro del castello e tenente nella mano di carnagione una bilancia d'oro. Stemma "ab antiquo" dall'editto ducale del 23 maggio 1687 Incongruenza tra disegno e blasonatura: il castello è merlato alla guelfa; la torre è al centro e non a sinistra. Gonfalone: drappo di azzurro… |                                  |
|                               | Portula Gonfalone: drappo di bianco alla bordura di rosso… |                                  |
| Stemma concesso nel 1941      | Pralungo Trinciato d'argento e di verde; l'argento caricato di una falce al naturale. Ornamenti estriori da Comune. D.P.R. del 18 giugno 1949 Gonfalone: Drappo di azzurro… Stemma del 1941: Trinciato di argento e di verde; l'argento caricato di una stella d'oro. Capo del littorio. Concessione di stemma e gonfalone con R.D. del 16 ottobre 1941 |                                  |
|                               | Pray D.P.R. del 16 febbraio 1955 Gonfalone: drappo interzato in fascia di verde, di giallo e di azzurro… |                                  |
|                               | Quaregna Semitroncato partito, nel primo, di azzurro, alla cortina di muro a guisa di campagna, di rosso, mattonata di nero, munita di tre merli alla guelfa, i merli laterali uscenti dai lembi; nel secondo, fasciato d'oro e di rosso; nel terzo, d'argento, alla conocchia posta in palo, di nero, parzialmente avvolta dal pennacchio di lana d'oro, essa conocchia accompagnata in punta dalla fascia diminuita e ondata, di azzurro. D.P.R. del 24 dicembre 1991 |                                  |
|                               | Ronco Biellese D'argento, al castello diruto d'azzurro, seminato di nove gigli d'oro, fondato su di una montagna di verde movente dalla punta. D.P.R. del 17 gennaio 1967 Gonfalone: drappo di bianco… |                                  |
|                               | Roppolo |                                  |
|                               | Rosazza Torre in campo azzurro con le stelle e la rosa. |                                  |
|                               | Sagliano Micca D'oro, all'abete al naturale, terrazzato di verde, sostenuto da due orsi levati di nero. Gonfalone: Drappo di giallo riccamente ornato di ricami d'argento e caricato dello stemma sopra descritto con l'iscrizione centrata in argento: Comune di Sagliano Micca. D.P.C.M. del 22 aprile 1968 |                                  |
|                               | Sala Biellese D'azzurro, all'albero d'argento, fondato su un monte d'oro di tre cime, il tronco attraversato da due baionette pure d'oro, poste in decusse. D.P.C.M. n. 4463 del 29 novembre 1982 Gonfalone: Drappo troncato di azzurro e di bianco… |                                  |
|                               | Salussola D'argento, alla croce di rosso, accantonata dalla stella di sette raggi, d'azzurro, posta nel canton destro del capo. Ornamenti esteriori da Comune. D.P.R. del 5 febbraio 1988 Gonfalone: drappo di azzurro… |                                  |
|                               | Sandigliano D'argento, alla croce di rosso. Ornamenti esteriori da Comune. D.C.G del 12 aprile 1940 Gonfalone: Drappo di rosso… D.P.R. n. 3703 del 10 novembre 1983 |                                  |
|                               | Sordevolo Di rosso, alla croce d'argento. Consegnamento di Carlo Emanuele I nell'anno 1614 Gonfalone: Drappo partito di rosso e di bianco… Incongruenza tra disegno e blasonatura: lo stemma è su uno scudo ovale inserito in un altro scudo sannitico. |                                  |
|                               | Sostegno |                                  |
|                               | Strona D'argento, alla banda diminuita, ondata, d'azzurro, accompagnata, nel cantone sinistro del capo, dal cardo, gambuto e fogliato di verde, fiorito di rosso, posto in palo, e nel cantone destro della punta dalla bastia di pietra al naturale, aperta di nero, fondata sulla collina di verde; alla bordura composta, di rosso e d'oro, di 32 pezzi. Ornamenti esteriori da Comune. Gonfalone: drappo partito d'azzurro e di bianco. DPR del 27 settembre 2021 |                                  |
|                               | Tavigliano D'azzurro, a due orsi al naturale affrontati su campagna di verde e sostenenti un medaglione di rosso bordato d'oro caricato da una fontana d'argento scorrente; sullo sfondo una catena di monti innevati ed in punta una pecora passante, rivolta, al naturale. D.P.R. del 18 giugno 1962 Gonfalone: Drappo partito, di giallo e di azzurro, riccamente ornato di ricami d'argento e caricato dello stemma civico con iscrizione centrata in argento: Comune di Tavigliano. Le parti in metallo ed i cordoni saranno argentati. L'asta verticale sarà ricoperta di velluto nei colori del drappo, alternati, con bullette argentate poste a spirale. Nella freccia sarà rappresentato lo stemma del Comune e sul gambo inciso il nome. Cravatta e nastri ricolorati dai colori nazionali frangiati d'argento.                                 |                                  |
|                               | Ternengo |                                  |
|                               | Tollegno Partito il 1º d'argento al monte all'italiana (3) di verde, sormontato da una gemella ondata d'azzurro; il 2º di rosso al telaio d'oro che tesse una pezza di panno azzurro. Gonfalone: drappo partito di rosso e di bianco… |                                  |
|                               | Torrazzo |                                  |
|                               | Valdengo Di rosso, alle cinque fasce d'oro, con torre merlata alla guelfa, aperta e finestrata. Gonfalone: Drappo partito di rosso e di giallo riccamente ornato di ricami d'argento e caricato dello stemma comunale con l'iscrizione in argento "Comune di Valdengo". |                                  |
|                               | Valdilana |                                  |
|                               | Vallanzengo |                                  |
|                               | Valle San Nicolao Di rosso, alla banda ondata d'argento, alla sbarra dello stesso, poste in croce di S. Andrea, accompagnate in punta da un monte all'italiana di verde. Ornamenti esteriori da Comune. Gonfalone: drappo partito di rosso e di azzurro… |                                  |
|                               | Veglio Concessione di stemma e gonfalone. con D.P.R. del 30 giugno 1963 |                                  |
|                               | Verrone Partito: nel primo d'oro, all'aquila di nero, col volo spiegato, coronata dello stesso; nel secondo d'argento, a due bande di rosso. D.P.R. del 4 maggio 1953 Gonfalone: drappo di giallo alla banda di rosso… |                                  |
|                               | Vigliano Biellese Fasciato d'oro e di rosso, caricato di una torre d'argento, in palo; al capo d'azzurro, caricato di una ruota dentata, d'oro, a 6 raggi. Gonfalone: Drappo di azzurro riccamente ornato di ricami di argento caricato dello stemma civico con l'iscrizione centrata in argento: "Comune di Vigliano Biellese". Concessione di stemma e gonfalone con R.D. del 5 luglio 1934, RR.LL.PP. del 27 giugno 1935 |                                  |
|                               | Villa del Bosco Di verde, al leone d'oro, allumato e linguato di rosso, afferrante con le zampe anteriori la chiave d'oro, posta in palo, con l'ingegno all'insù. Ornamenti esteriori da Comune. D.P.R. del 29 luglio 1993 Gonfalone: Drappo di giallo, riccamente ornato di ricami d'argento e caricato dallo stemma sopra descritto con la iscrizione centrata in argento, recante la denominazione del Comune. Le parti di metallo ed i cordoni sono argentati. L'asta verticale è ricoperta di velluto giallo, con bullette argentate poste a spirale. Nella freccia è rappresentato lo stemma del Comune e sul gambo inciso il nome. Cravatta con nastri tricolorati dai colori nazionali frangiati d'argento. |                                  |
|                               | Villanova Biellese |                                  |
|                               | Viverone Gonfalone: Drappo partito di azzurro e di giallo… |                                  |
|                               | Zimone Stemma partito: il primo, fasciato di rosso e d'oro di dieci pezzi; il secondo, d'argento, alla croce di rosso. Ornamenti esteriori da Comune. Gonfalone: drappo partito di bianco e di rosso… |                                  |
|                               | Zubiena Partito: al 1º fasciato di oro e di rosso, di dieci pezzi; al 2º d'azzurro alla fascia in divisa d'oro, accompagnata in capo da tre bisanti dello stesso disposti 1,2 e in punta dal monte all'italiana di tre colli (2 e 1), sempre dello stesso. Ornamenti esteriori da comune. Gonfalone: drappo partito di azzurro e di giallo… |                                  |
|                               | Zumaglia D'argento al castello di rosso, aperto e finestrato, merlato alla guelfa e torricellato di un pezzo centrale, seminato di Francia. Ornamenti esteriori da Comune. Gonfalone: drappo partito, di bianco e di rosso, riccamente ornato di ricami d'argento e caricato dello stemma sopra descritto con la iscrizione centrata in argento: Comune di Zumaglia. Le parti in metallo e i cordoni saranno argentati. L'asta verticale sarà ricoperta di velluto dei colori del drappo, alternati, con bullette argentate poste a spirale. Nella freccia sarà rappresentato lo stemma del Comune e sul gambo inciso in nome. Cravatta e nastri ricolorati dai colori nazionali frangiati d'argento. D.P.R. del 14 febbraio 1970 Incongruenza tra disegno e blasonatura: il castello è accompagnato da sette gigli d'oro.                                 |                                  |

## Ex comuni
| Stemma | Ex Comune e blasonatura | Gonfalone |
| ------ | --- | --------- |
|        | Campiglia Cervo (Stemma e gonfalone in uso prima della fusione del 2016 con Quittengo e San Paolo Cervo) Di rosso alla daga romana, d'argento, manicata d'oro, posta in palo, sormontata dalla legenda: Campiglia Bugellensium. Ornamenti esteriori da comune. Gonfalone: drappo d'azzurro… R.D. del 24 agosto 1941 |           |
|        | Crosa (dal 2016 annesso al comune di Lessona) Semitroncato partito: nel primo, di verde, alla lettera maiuscola C, d'oro; nel secondo, di azzurro, alle sette stelle di sei raggi, poste tre, una, tre, d'oro; nel terzo, di rosso, al leone d'oro, coronato con corona all'antica di cinque punte visibili, dello stesso, afferrante con la zampa anteriore destra la rosa gambuta, d'oro Gonfalone: drappo di giallo bordato di verde… D.P.R. del 18 aprile 2011                                          |           |
|        | Mosso (dal 2019 annesso al comune di Valdilana) Partito: il PRIMO, d'oro, alla conocchia con il pennecchio di lana, al naturale, posta in palo; il SECONDO, d'azzurro, alle tre stelle di sei raggi, d'oro, poste in palo; con il monte all'italiana di tre colli, fondato in punta, dell'uno all'altro. Ornamenti esteriori da Comune. D.P.R. del 12 marzo 2004 Gonfalone: drappo partito d'azzurro e di giallo…                                                                                           |           |
|        | Quittengo (dal 2016 annesso al comune di Campiglia Cervo) D'argento, all'albero di faggio di verde, sostenuto da due orsi al naturale, affrontati. |           |
|        | San Paolo Cervo (dal 2016 annesso al comune di Campiglia Cervo) D'argento, alle cinque fasce di verde, attraversate dalla spada di nero, posta in palo, la punta all'ingiù, sostenuta da due orsi ritti, affrontati, al naturale, attraversanti le fasce seconda, terza, quarta, quinta. Ornamenti esteriori da Comune. D.P.R. del 22 settembre 2009 Gonfalone: drappo troncato di verde e di bianco… |           |
|        | Selve Marcone (dal 2017 annesso al comune di Pettinengo) D'oro, al castagno al naturale, nodrito nella pianura di verde; al capo diminuito di rosso, caricato da tre stelle d'oro ordinate in fascia. Ornamenti esteriori da Comune. Gonfalone: Drappo di giallo con la bordatura di verde |           |
|        | Soprana (dal 2019 annesso al comune di Valdilana) Semitroncato partito: il PRIMO, di rosso, alla croce d'argento; il SECONDO, d'oro, allo scaglione diminuito, di azzurro, sormontato dal giglio, dello stesso; il TERZO, d'argento, alla ruota di mulino, di otto pale, di nero, posta all'altezza del punto d'onore, accompagnata in punta dalla gemella ondata, posta in fascia, di azzurro. Ornamenti esteriori da Comune. Gonfalone: Drappo partito di bianco e di azzurro. D.P.R del 24 febbraio 2003 |           |
|        | Trivero (dal 2019 annesso al comune di Valdilana) Delfino al naturale, sormontato da una stella d'argento troncato al primo di rosso, e da un monte di verde nel secondo d'azzurro. Gonfalone: drappo partito di rosso e di azzurro… |           |
|        | Valle Mosso (dal 2019 annesso al comune di Valdilana) Di rosso, alla sbarra ondata, d'azzurro, attraversata da una ruota di mulino d'oro, ed accompagnata nel canton destro del capo da un albero sradicato al naturale. Ornamenti esteriori da Comune. DPR del 15 ottobre 1962 |           |